# Liste der Auslandsreisen von Bundeskanzlerin Angela Merkel
Die deutsche Bundeskanzlerin Angela Merkel hat während ihrer Amtszeit vom 22. November 2005 bis zum 8. Dezember 2021 folgende offizielle Auslandsreisen durchgeführt.

## Funktion
Auslandsreisen der Bundeskanzlerin dienten der Vertiefung von Beziehungen zu den besuchten Ländern. Hierbei wurden Themen der sozialen, politischen und/oder wirtschaftlichen Zusammenarbeit erörtert und gegebenenfalls entsprechende Verträge unterzeichnet. Neben den offiziellen Anlässen waren Besuche von Museen, kulturelle und sportliche Veranstaltungen, Entgegennahme von Ehrungen und Preisen ein weiterer Bestandteil der Auslandsreisen.
Bei den meisten Auslandsreisen wurde Angela Merkel von Ministern und Vertretern der Wirtschaft begleitet.

### Antrittsbesuch
Die diplomatischen Reisen der Regierungschefs werden in den Medien breit rezipiert. Merkels Amtsvorgänger Gerhard Schröder, Helmut Kohl und Helmut Schmidt reisten 1998, 1982 bzw. 1974 als erstes nach Frankreich.

#### 1. Amtszeit
Während der Koalition der CDU und der CSU mit der SPD im ersten Kabinett (2005–2009) unter der Führung von Angela Merkel führte der Antrittsbesuch nach Frankreich.

#### 2. Amtszeit
Der Antrittsbesuch von Angela Merkel im schwarz-gelben Kabinett führte sie in die USA. Hier sprach sie als zweite Deutsche nach Konrad Adenauer vor dem Kongress der Vereinigten Staaten.

#### 3. Amtszeit
Nach der Konstituierung der zweiten Großen Koalition und der Wahl Angela Merkels zur Bundeskanzlerin der neuen Regierung am 17. Dezember 2013 führte sie der Antrittsbesuch nach Frankreich.

#### 4. Amtszeit
Nachdem Angela Merkel am 14. März 2018 erneut als Bundeskanzlerin der großen Koalition gewählt und vereidigt worden war, reiste sie zwei Tage später zum französischen Präsidenten Emmanuel Macron.

### Internationale Organisationen
Bei den weiteren Auslandsbesuchen handelt es sich um offizielle Anlässe der Europäischen Union, der G8-Staaten, UNO und anderen internationaler Organisationen.

#### Europäischer Rat und G8
Das Jahr 2007 war in der Außenpolitik geprägt durch die Ratspräsidentschaft des Europäischen Rats im ersten Halbjahr. Im gesamten Jahr war Angela Merkel Vorsitzende der G8 mit dem politischen Höhepunkt des Gipfels in Heiligendamm im Juni.

## Liste der Auslandsbesuche

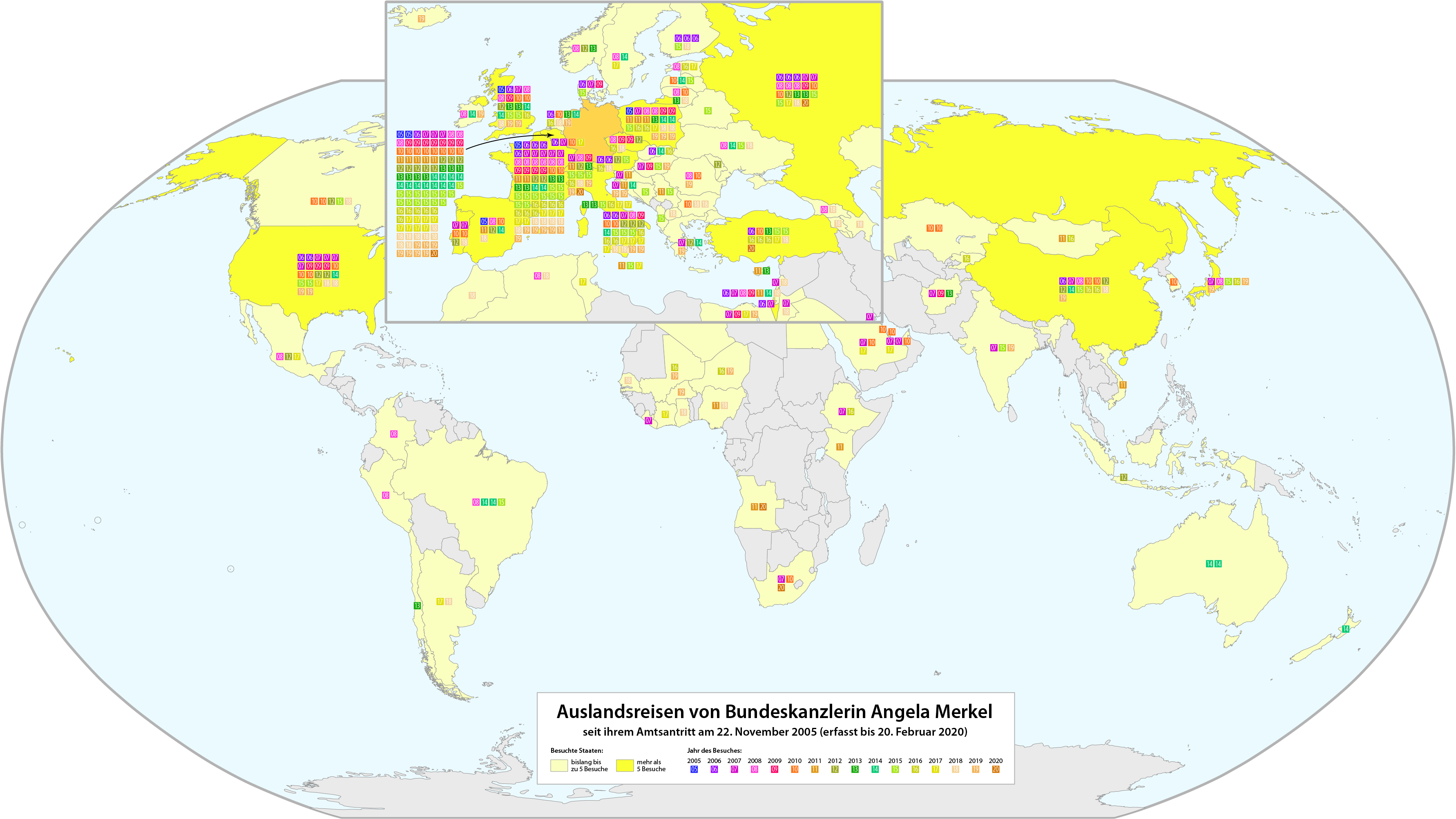
Karte mit allen besuchten Staaten, Stand Juni 2020 (für genauere Erläuterungen bitte die Karte direkt anklicken.)

Während ihrer Amtszeit besuchte Angela Merkel 89 Staaten (Afghanistan, Ägypten, Albanien, Algerien, Angola, Argentinien, Armenien, Aserbaidschan, Äthiopien, Australien, Bahrain, Belgien, Bosnien und Herzegowina, Brasilien, Bulgarien, Burkina Faso, Chile, China, Dänemark, Elfenbeinküste, Estland, Finnland, Frankreich, Georgien, Ghana, Griechenland, Indien, Indonesien, Irland, Island, Israel, Italien, Japan, Jordanien, Kanada, Kasachstan, Katar, Kenia, Kirgisistan, Kolumbien, Kroatien, Kosovo, Kuwait, Lettland, Libanon, Liberia, Litauen, Luxemburg, Mali, Malta, Marokko, Mazedonien, Mexiko, Moldawien, Mongolei, Neuseeland, Niederlande, Niger, Nigeria, Norwegen, Österreich, Peru, Polen, Portugal, Rumänien, Russland, Saudi-Arabien, Schweden, Schweiz, Senegal, Serbien, Singapur, Slowakei, Slowenien, Spanien, Südafrika, Südkorea, Tschechien, Tunesien, Türkei, Ukraine, Ungarn, Vereinigte Staaten, Vereinigte Arabische Emirate, Vereinigtes Königreich, Vatikanstadt, Vietnam, Belarus, Zypern) und die Palästinensischen Autonomiegebiete.

### 2005
| Datum                | Ort                              | Hauptgrund | Bild |
| -------------------- | -------------------------------- | --- | ---- |
| 23. November         | Paris ( Frankreich)              | Treffen mit Präsident Jacques Chirac                                                                              |      |
| 23. November         | Brüssel ( Belgien)               | Treffen mit NATO-Generalsekretär Jaap de Hoop Scheffer und dem Präsidenten der EU-Kommission, José Manuel Barroso |      |
| 24. November         | London ( Vereinigtes Königreich) | Treffen mit Premierminister Tony Blair                                                                            |      |
| 27. November         | Barcelona ( Spanien)             | Teilnahme am Euromed-Gipfel                                                                                       |      |
| 2. Dezember          | Warschau ( Polen)                | Treffen mit Ministerpräsident Kazimierz Marcinkiewicz                                                             |      |
| 16. und 17. Dezember | Brüssel ( Belgien)               | Teilnahme am Europäischen Rat                                                                                     |      |

### 2006
| Datum             | Ort                                                 | Hauptgrund | Bild |
| ----------------- | --------------------------------------------------- | --- | ---- |
| 2. Januar         | Wien ( Österreich)                                  | Treffen mit Bundeskanzler Wolfgang Schüssel |      |
| 12.–13. Januar    | Washington, D.C. ( Vereinigte Staaten)              | Treffen mit Präsident George W. Bush |      |
| 16. Januar        | Moskau ( Russland)                                  | Treffen mit Präsident Wladimir Putin |      |
| 23. Januar        | Versailles ( Frankreich)                            | Treffen mit Präsident Jacques Chirac |      |
| 29. Januar        | Jerusalem ( Israel)                                 | Treffen mit Vizepremierminister Ehud Olmert, Besuch der Holocaust-Gedenkstätte Yad Vashem |      |
| 29. Januar        | Ramallah ( Palästina)                               | Treffen mit Präsident Mahmud Abbas |      |
| 26. April         | Tomsk ( Russland)                                   | Treffen mit Präsident Wladimir Putin |      |
| 4.–5. April       | New York und Washington, D.C. ( Vereinigte Staaten) | Treffen mit Präsident George W. Bush, Rede vor amerikanischen und deutschen Unternehmern, Rede auf der 100-Jahr-Feier des American Jewish Committee                                                                |      |
| 11. Mai           | Bratislava ( Slowakei)                              | Treffen mit Ministerpräsident Mikuláš Dzurinda |      |
| 12. Mai           | Wien ( Österreich)                                  | Teilnahme am Karibik-Gipfel |      |
| 22.–23. Mai       | Peking und Shanghai ( Volksrepublik China)          | Treffen mit Ministerpräsident Wen Jiabao, Besuch der Installationen der Expo 2010 |      |
| 15.–17. Juli      | Sankt Petersburg ( Russland)                        | Teilnahme am G8-Gipfel |      |
| 25. August        | Paris ( Frankreich)                                 | Treffen mit Präsident Jacques Chirac |      |
| 10.–11. September | Helsinki ( Finnland)                                | Teilnahme am ASEM-Gipfel, Bilaterale Treffen mit dem polnischen Ministerpräsidenten Jarosław Kaczyński, dem südkoreanischen Präsidenten Roh Moo-hyun, sowie dem indonesischen Präsidenten Susilo Bambang Yudhoyono |      |
| 23. September     | Compiègne ( Frankreich)                             | Treffen mit Präsident Jacques Chirac und dem russischen Präsidenten Wladimir Putin |      |
| 28. September     | Castel Gandolfo ( Italien)                          | Privataudienz bei Papst Benedikt XVI. |      |
| 6. Oktober        | Istanbul ( Türkei)                                  | Treffen mit Ministerpräsident Recep Tayyip Erdoğan |      |
| 12. Oktober       | Paris ( Frankreich)                                 | Treffen mit Präsident Jacques Chirac |      |
| 20. Oktober       | Lahti ( Finnland)                                   | Teilnahme am informellen Europäischen Rat |      |
| 27. Oktober       | Den Haag ( Niederlande)                             | Treffen mit Ministerpräsident Jan Peter Balkenende und Königin Beatrix |      |
| 3. November       | London ( Vereinigtes Königreich)                    | Treffen mit Premierminister Tony Blair |      |
| 15. November      | Luxemburg ( Luxemburg)                              | Entgegennahme der Auszeichnung Vision for Europe der Edmond-Israel-Stiftung |      |
| 7. Dezember       | Mailand ( Italien)                                  | Treffen mit Ministerpräsident Romano Prodi, Besuch in der Mailänder Scala |      |
| 15. Dezember      | Brüssel ( Belgien)                                  | Teilnahme am Europäischen Rat |      |
| 19. Dezember      | Helsinki ( Finnland)                                | Treffen mit Ministerpräsident Matti Vanhanen |      |
| 19. Dezember      | Kopenhagen ( Dänemark)                              | Treffen mit Ministerpräsident Anders Fogh Rasmussen |      |

### 2007
| Datum                     | Ort                                              | Hauptgrund | Bild |
| ------------------------- | ------------------------------------------------ | --- | ---- |
| 5. Januar                 | Washington, D.C. ( Vereinigte Staaten)           | Treffen mit Präsident George W. Bush |      |
| 15. Januar                | Ljubljana ( Slowenien)                           | Teilnahme an der Jubiläumsfeier des Euro |      |
| 17. Januar                | Straßburg ( Frankreich)                          | Rede vor dem Europäischen Parlament |      |
| 21. Januar                | Sotschi ( Russland)                              | Treffen mit Präsident Wladimir Putin |      |
| 24. Januar                | Davos ( Schweiz)                                 | Rede vor dem Weltwirtschaftsforum |      |
| 3. Februar                | Kairo ( Ägypten)                                 | Treffen mit Präsident Hosni Mubarak |      |
| 4. Februar                | Riad ( Saudi-Arabien)                            | Treffen mit König Abdullah II. |      |
| 5. Februar                | Abu Dhabi ( Vereinigte Arabische Emirate)        | Treffen mit Emir Chalifa bin Zayid Al Nahyan, Präsident der VAE |      |
| 6. Februar                | Dubai ( Vereinigte Arabische Emirate)            | Treffen mit Emir Muhammad ibn Raschid Al Maktum |      |
| 6. Februar                | Kuwait ( Kuwait)                                 | Treffen mit Premierminister Nasir al-Muhammed al-Ahmed as-Sabah |      |
| 13. Februar               | Straßburg ( Frankreich)                          | Rede vor dem Europäischen Parlament |      |
| 15. Februar               | Cannes ( Frankreich)                             | Teilnahme am Frankreich-Afrika-Gipfel |      |
| 6. März                   | Brüssel ( Belgien)                               | Teilnahme am Europäischen Rat zur Einigung beim Klimaschutz, Teilnahme am EU-Sozialgipfel |      |
| 16. März                  | Warschau ( Polen)                                | Treffen mit Präsident Lech Kaczyński, Rede in der Universität Warschau |      |
| 19. März                  | Rom ( Italien)                                   | Treffen mit Ministerpräsident Romano Prodi |      |
| 31. März                  | Amman und Aqaba ( Jordanien)                     | Treffen mit König Abdullah II. |      |
| 1. April                  | Jerusalem ( Israel)                              | Treffen mit Premierminister Ehud Olmert, Entgegennahme der Ehrendoktorwürde von der Hebräischen Universität, Besuch der Holocaust-Gedenkstätte Yad Vashem                                                                   |      |
| 1. April                  | Ramallah ( Palästina)                            | Treffen mit Präsident Mahmud Abbas zur Unterstützung des Friedensprozesses |      |
| 2. April                  | Beirut ( Libanon)                                | Treffen mit Ministerpräsident Fuad Siniora, Besuch der Fregatte Brandenburg, ein Flaggschiff des deutschen Marineverbandes, im UNIFIL-Einsatz                                                                               |      |
| 29. und 30. April         | Washington, D.C. ( Vereinigte Staaten)           | Teilnahme am EU-USA-Gipfel |      |
| 11. Mai                   | Zagreb ( Kroatien)                               | Teilnahme am Treffen der Staaten der Südosteuropäischen Kooperation, Bilaterales Gespräch mit dem kroatischen Ministerpräsidenten Ivo Sanader                                                                               |      |
| 17.–18. Mai               | Samara ( Russland)                               | Teilnahme am EU-Russland-Gipfel |      |
| 17. Juni                  | Luxemburg ( Luxemburg)                           | Gespräch mit Premierminister Jean-Claude Juncker |      |
| 21.–22. Juni              | Brüssel ( Belgien)                               | Teilnahme am Europäischen Rat |      |
| 16. Juli                  | Toulouse ( Frankreich)                           | Treffen mit Präsident Nicolas Sarkozy |      |
| 20. Juli                  | Athen ( Griechenland)                            | Treffen mit Ministerpräsident Kostas Karamanlis |      |
| 17.–18. August            | Ilulissat ( Dänemark)                            | Treffen mit Ministerpräsident Anders Fogh Rasmussen, Besuch der westgrönländischen Küste im Rahmen des Klimawandels und der globalen Erwärmung                                                                              |      |
| 21. August                | Budapest ( Ungarn)                               | Treffen mit Ministerpräsident Ferenc Gyurcsány, Rede in der deutschsprachigen Andrássy Universität |      |
| 22. August                | London ( Vereinigtes Königreich)                 | Treffen mit Premierminister Gordon Brown |      |
| 26.–28. August            | Peking und Nanjing ( Volksrepublik China)        | Treffen mit Staatspräsident Hu Jintao und Ministerpräsident Wen Jiabao, Rede in der Akademie der Sozialwissenschaften in Peking, Rede am Rechtsinstituts Nanjing                                                            |      |
| 29.–31. August            | Tokio, Kyōto und Osaka ( Japan)                  | Treffen mit Ministerpräsident Shinzō Abe, Treffen mit Kaiser Akihito, Rede vor der Inamori-Stiftung in Kyoto, Besuch der Leichtathletik-Weltmeisterschaften in Osaka und Treffen mit deutschen Athletinnen und Athleten     |      |
| 24.–25. September         | New York ( Vereinigte Staaten)                   | Teilnahme am Klimagipfel der UN, Rede vor der Generalversammlung der Vereinten Nationen, Entgegennahme der Auszeichnung World Statesman Award 2007 (Regierungschef des Jahres) der Stiftung Appeal of Conscience Foundation |      |
| 4. Oktober                | Addis Abeba ( Äthiopien)                         | Treffen mit Premierminister Meles Zenawi, Rede vor der Afrikanischen Union |      |
| 5.–6. Oktober             | Johannesburg, Pretoria und Kapstadt ( Südafrika) | Treffen mit Präsident Thabo Mbeki, Treffen mit dem früheren Präsidenten und Nobelpreisträger Nelson Mandela |      |
| 7. Oktober                | Monrovia ( Liberia)                              | Treffen mit Präsidentin Ellen Johnson-Sirleaf |      |
| 29. Oktober – 1. November | Neu-Delhi und Mumbai ( Indien)                   | Treffen mit Premierminister Manmohan Singh, Besuch der Bank für ländliche Entwicklung in Mumbai |      |
| 3. November               | Kabul ( Afghanistan)                             | Treffen mit Präsident Hamid Karzai, Besuch der deutschen ISAF-Soldaten |      |
| 9.–10. November           | Crawford ( Vereinigte Staaten)                   | Treffen mit Präsident George W. Bush |      |
| 6. Dezember               | Paris ( Frankreich)                              | Treffen mit Präsident Nicolas Sarkozy |      |
| 8. Dezember               | Lissabon ( Portugal)                             | Teilnahme am EU-Afrika-Gipfel |      |
| 13. Dezember              | Lissabon ( Portugal)                             | Unterzeichnung des Vertrags von Lissabon |      |
| 14. Dezember              | Brüssel ( Belgien)                               | Treffen der Staats- und Regierungschefs der EU |      |

### 2008
| Datum                | Ort                                     | Hauptgrund | Bild |
| -------------------- | --------------------------------------- | --- | ---- |
| 29. Januar           | London ( Vereinigtes Königreich)        | Treffen mit Premierminister Gordon Brown                                                                                            |      |
| 31. Januar           | Palma ( Spanien)                        | Treffen mit Ministerpräsident José Luis Rodríguez Zapatero                                                                          |      |
| 8. März              | Moskau ( Russland)                      | Treffen mit Präsident Wladimir Putin                                                                                                |      |
| 14. März             | Brüssel ( Belgien)                      | Teilnahme am Europäischen Rat |      |
| 14.–16. März         | Tel Aviv und Jerusalem ( Israel)        | Besuch zum 60. Jahrestag der Gründung Israels, Treffen mit Ministerpräsident Ehud Olmert, Rede vor der Knesset                      |      |
| 3.–4. April          | Bukarest ( Rumänien)                    | Teilnahme am NATO-Gipfel |      |
| 12. April            | Oslo ( Norwegen)                        | Treffen mit Ministerpräsident Jens Stoltenberg                                                                                      |      |
| 14. April            | Dublin ( Irland)                        | Treffen mit Ministerpräsident Bertie Ahern                                                                                          |      |
| 15. April            | Straßburg ( Frankreich)                 | Rede vor dem Europäischen Parlament                                                                                                 |      |
| 29. April            | Bern und Genf ( Schweiz)                | Treffen mit Bundespräsident Pascal Couchepin, Besuch der Europäischen Organisation für Kernforschung (CERN)                         |      |
| 13.–15. Mai          | Brasília und São Paulo ( Brasilien)     | Treffen mit Präsident Luiz Inácio Lula da Silva, Besuch des VW-Sitzes in São Paulo                                                  |      |
| 15.–16. Mai          | Lima ( Peru)                            | Treffen mit Präsident Alan García, Teilnahme am EU-Lateinamerika-Gipfel                                                             |      |
| 17.–18. Mai          | Bogotá ( Kolumbien)                     | Treffen mit Präsident Álvaro Uribe                                                                                                  |      |
| 18.–19. Mai          | Mexiko-Stadt ( Mexiko)                  | Treffen mit Präsident Felipe Calderón                                                                                               |      |
| 7.–9. Juli           | Tōyako ( Japan)                         | Teilnahme am G8-Gipfel |      |
| 13. Juli             | Paris ( Frankreich)                     | Treffen mit Präsident Nicolas Sarkozy                                                                                               |      |
| 17. Juli             | Algier ( Algerien)                      | Treffen mit Präsident Abdelaziz Bouteflika                                                                                          |      |
| 21. Juli             | Kiew ( Ukraine)                         | Treffen mit Präsident Wiktor Juschtschenko und Ministerpräsidentin Julija Tymoschenko                                               |      |
| 15.–16. August       | Sotschi ( Russland)                     | Treffen mit Präsident Dmitri Medwedew                                                                                               |      |
| 17. August           | Tiflis ( Georgien)                      | Treffen mit Präsident Micheil Saakaschwili                                                                                          |      |
| 25. August           | Stockholm ( Schweden)                   | Treffen mit Ministerpräsident Fredrik Reinfeldt                                                                                     |      |
| 26. August           | Tallinn ( Estland)                      | Treffen mit Staatspräsident Toomas Hendrik Ilves und Ministerpräsident Andrus Ansip                                                 |      |
| 26. August           | Vilnius ( Litauen)                      | Treffen mit Staatspräsident Valdas Adamkus und Ministerpräsident Gediminas Kirkilas                                                 |      |
| 1. September         | Brüssel ( Belgien)                      | Teilnahme an einer außerordentlichen Sitzung des Europäischen Rats                                                                  |      |
| 24. September        | Breslau ( Polen)                        | Auszeichnung mit der Ehrendoktorwürde der Technischen Universität Breslau                                                           |      |
| 2. Oktober           | Sankt Petersburg ( Russland)            | Treffen mit Präsident Dmitri Medwedew                                                                                               |      |
| 4. Oktober           | Paris ( Frankreich)                     | Teilnahme am G4-Gipfel (Gipfel mit Präsident Nicolas Sarkozy, Premierminister Gordon Brown und Ministerpräsident Silvio Berlusconi) |      |
| 11. Oktober          | Colombey-les-Deux-Églises ( Frankreich) | Treffen mit Präsident Nicolas Sarkozy                                                                                               |      |
| 12. Oktober          | Paris ( Frankreich)                     | Euroländer beschließen einen gemeinsamen Aktionsplan zur Stabilisierung der Finanzmärkte                                            |      |
| 16. Oktober          | Brüssel ( Belgien)                      | |      |
| 20. Oktober          | Prag ( Tschechien)                      | Treffen mit Ministerpräsident Mirek Topolánek                                                                                       |      |
| 23.–25. Oktober      | Peking ( Volksrepublik China)           | Teilnahme am ASEM-Gipfel |      |
| 30. Oktober          | London ( Vereinigtes Königreich)        | Treffen mit Premierminister Gordon Brown                                                                                            |      |
| 7. November          | Brüssel ( Belgien)                      | Vorbereitungstreffen für den Weltfinanzgipfel                                                                                       |      |
| 18. November         | Triest ( Italien)                       | Treffen mit Ministerpräsident Silvio Berlusconi                                                                                     |      |
| 24. November         | Paris ( Frankreich)                     | Treffen mit Präsident Nicolas Sarkozy                                                                                               |      |
| 9. Dezember          | Warschau ( Polen)                       | Treffen mit Ministerpräsident Donald Tusk                                                                                           |      |
| 11. und 12. Dezember | Brüssel ( Belgien)                      | Teilnahme am Europäischen Rat |      |

### 2009
| Datum             | Ort                                    | Hauptgrund | Bild |
| ----------------- | -------------------------------------- | --- | ---- |
| 8. Januar         | Paris ( Frankreich)                    | Treffen mit Präsident Nicolas Sarkozy                                                                                    |      |
| 18. Januar        | Scharm El-Scheich ( Ägypten)           | Konferenz, um einen Waffenstillstand im Gazastreifen herbeizuführen                                                      |      |
| 18. Januar        | ( Israel)                              | Treffen mit Ministerpräsident Ehud Olmert                                                                                |      |
| 30. Januar        | Davos ( Schweiz)                       | Teilnahme am Weltwirtschaftsforum                                                                                        |      |
| 1. März           | Brüssel ( Belgien)                     | Teilnahme am EU-Sondertreffen zur Wirtschaftskrise                                                                       |      |
| 20. März          | Brüssel ( Belgien)                     | |      |
| 1. April          | London ( Vereinigtes Königreich)       | Teilnahme am Weltfinanzgipfel                                                                                            |      |
| 4. April          | Straßburg ( Frankreich)                | Teilnahme am NATO-Treffen                                                                                                |      |
| 5. April          | Prag ( Tschechien)                     | Teilnahme am EU-USA-Gipfel                                                                                               |      |
| 6. April          | Kundus ( Afghanistan)                  | Besuch deutscher Stützpunkte in Afghanistan                                                                              |      |
| 7. Mai            | Prag ( Tschechien)                     | Teilnahme am Gründungsgipfel der östlichen Partnerschaft der EU                                                          |      |
| 4. Juni           | Krakau ( Polen)                        | Teilnahme am 20. Jahrestag des Untergangs des Kommunismus                                                                |      |
| 11. Juni          | Paris ( Frankreich)                    | Vorbereitung des Europäischen Rats                                                                                       |      |
| 19. Juni          | Brüssel ( Belgien)                     | Teilnahme am Europäischen Rat                                                                                            |      |
| 26. Juni          | Washington, D.C. ( Vereinigte Staaten) | Treffen mit Präsident Barack Obama                                                                                       |      |
| 8.–10. Juli       | L’Aquila ( Italien)                    | Teilnahme am G8-Gipfel                                                                                                   |      |
| 14. August        | Sotschi ( Russland)                    | Treffen mit Präsident Dmitri Medwedew                                                                                    |      |
| 19. August        | Sopron ( Ungarn)                       | Teilnahme am 20. Jahrestag der Grenzöffnung Ungarns                                                                      |      |
| 1. September      | Danzig ( Polen)                        | Teilnahme am 70. Jahrestag des Ausbruchs des Zweiten Weltkrieges                                                         |      |
| 17. September     | Brüssel ( Belgien)                     | Informelles Treffen der Staats- und Regierungschefs der EU                                                               |      |
| 24./25. September | Pittsburgh ( Vereinigte Staaten)       | Teilnahme am Weltfinanzgipfel                                                                                            |      |
| 29./30. Oktober   | Brüssel ( Belgien)                     | Teilnahme am Europäischen Rat                                                                                            |      |
| 2./3. November    | Washington, D.C. ( Vereinigte Staaten) | Treffen mit Präsident Barack Obama, Rede vor dem Senat und dem Repräsentantenhaus des Kongresses der Vereinigten Staaten |      |
| 11. November      | Paris ( Frankreich)                    | Teilnahme an den Gedenkfeierlichkeiten zum Ende des Ersten Weltkrieges                                                   |      |
| 19. November      | Brüssel ( Belgien)                     | Treffen der Staats- und Regierungschefs der EU                                                                           |      |
| 10./11. Dezember  | Brüssel ( Belgien)                     | Teilnahme am Europäischen Rat                                                                                            |      |
| 17./18. Dezember  | Kopenhagen ( Dänemark)                 | Teilnahme an der 15. Klimakonferenz der Vereinten Nationen                                                               |      |

### 2010
| Datum             | Ort | Hauptgrund | Bild |
| ----------------- | --- | --- | ---- |
| 4. Februar        | Paris ( Frankreich)                                                                                                  | Treffen mit Präsident Nicolas Sarkozy, 12. Deutsch-französischer Ministerrat |      |
| 11. Februar       | Brüssel ( Belgien)                                                                                                   | Teilnahme am EU-Sondertreffen |      |
| 9. März           | Luxemburg ( Luxemburg)                                                                                               | Treffen mit Premierminister Jean-Claude Juncker und Großherzog Henri |      |
| 11. März          | Den Haag ( Niederlande)                                                                                              | Treffen mit Königin Beatrix und Ministerpräsident Jan Peter Balkenende |      |
| 25./26. März      | Brüssel ( Belgien)                                                                                                   | Teilnahme am Europäischen Rat |      |
| 29./30. März      | Istanbul und Ankara ( Türkei)                                                                                        | Zweitägige Auslandsreise, u. a. Treffen mit Ministerpräsident Recep Tayyip Erdoğan und Staatspräsident Abdullah Gül |      |
| 1. April          | Chequers und London ( Vereinigtes Königreich)                                                                        | Treffen mit Premierminister Gordon Brown, Auszeichnung mit der „King Charles II Medal“ der Royal Society |      |
| 12.–15. April     | Washington, D.C., Los Angeles und San Francisco ( Vereinigte Staaten)                                                | Viertägige Auslandsreise, u. a. Teilnahme am Gipfel zur Nuklearen Sicherheit |      |
| 16. April         | Lissabon ( Portugal)                                                                                                 | Unerwartete Zwischenlandung auf der Rückreise nach Deutschland aufgrund des Vulkanausbruches auf Island |      |
| 17. April         | Rom und Bozen ( Italien)                                                                                             | Fortsetzung der verspäteten Rückreise nach Deutschland mit Flugzeug (bis Rom) und Fahrzeugen (bis Bozen) aufgrund des Vulkanausbruches auf Island                                                                                     |      |
| 18. April         | Bozen ( Italien) | Letzte Etappe der verspäteten Rückreise per Fahrzeugen nach Deutschland aufgrund des Vulkanausbruches auf Island |      |
| 7. Mai            | Brüssel ( Belgien)                                                                                                   | Teilnahme am Gipfel der Staaten der Eurozone |      |
| 8./9. Mai         | Moskau ( Russland)                                                                                                   | Treffen mit Präsident Dmitri Medwedew, Teilnahme an den Gedenkfeierlichkeiten zum 65. Jahrestag des Ende des Zweiten Weltkrieges |      |
| 17. Mai           | Madrid ( Spanien) | Teilnahme am EU-Lateinamerika-Gipfel |      |
| 24.–27. Mai       | Abu Dhabi ( Vereinigte Arabische Emirate), Thuwal und Dschidda ( Saudi-Arabien), Doha ( Katar) und Manama ( Bahrain) | Besichtigung der Ökostadt Masdar, Besichtigung der König-Abdullah-Universität für Wissenschaft und Technologie, Treffen mit dem saudischen König Abdullah, Treffen mit dem Premierminister von Bahrain, Chalifa bin Salman Al Chalifa |      |
| 17. Juni          | Brüssel ( Belgien)                                                                                                   | Teilnahme am Europäischen Rat |      |
| 25./26. Juni      | Huntsville ( Kanada)                                                                                                 | Teilnahme am G8-Gipfel |      |
| 26./27. Juni      | Toronto ( Kanada) | Teilnahme am G20-Gipfel |      |
| 3. Juli           | Kapstadt ( Südafrika)                                                                                                | Treffen mit Präsident Jacob Zuma, Teilnahme am Fußballspiel Deutschland gegen Argentinien der Fußball-Weltmeisterschaft |      |
| 15. Juli          | Jekaterinburg ( Russland)                                                                                            | Treffen mit Dmitri Medwedew, Teilnahme an den 12. deutsch-russischen Regierungskonsultationen und dem Petersburger Dialog |      |
| 16. Juli          | Peking ( Volksrepublik China)                                                                                        | Treffen mit Ministerpräsident Wen Jiabao |      |
| 17. Juli          | Xi’an ( Volksrepublik China)                                                                                         | Fortsetzung des Treffens vom Vortag, Besuch der Terrakotta-Armee |      |
| 18. Juli          | Astana ( Kasachstan)                                                                                                 | Treffen mit Staatspräsident Nursultan Nasarbajew |      |
| 6. September      | Wilna ( Litauen) | Treffen mit Staatspräsidentin Dalia Grybauskaitė |      |
| 7. September      | Riga ( Lettland) | Treffen mit Staatspräsident Valdis Zatlers |      |
| 16. September     | Brüssel ( Belgien)                                                                                                   | Teilnahme am Europäischen Rat |      |
| 20./21. September | New York ( Vereinigte Staaten)                                                                                       | Teilnahme an der Gipfeltagung der Generalversammlung der Vereinten Nationen zu den Millenniumszielen |      |
| 4. Oktober        | Brüssel ( Belgien)                                                                                                   | Teilnahme am 8. ASEM-Gipfel |      |
| 11. Oktober       | Sofia ( Bulgarien)                                                                                                   | Treffen mit Staatspräsident Georgi Parwanow und Ministerpräsident Bojko Borissow, Auszeichnung mit der Ehrendoktorwürde der Universität Russe und dem bulgarischen Staatsorden Stara Planina                                          |      |
| 12. Oktober       | Bukarest ( Rumänien)                                                                                                 | Treffen mit Staatspräsident Traian Băsescu und Ministerpräsident Emil Boc |      |
| 18./19. Oktober   | Deauville ( Frankreich)                                                                                              | Treffen mit Staatspräsident Nicolas Sarkozy und dem russischen Staatspräsidenten Dmitri Medwedew |      |
| 28./29. Oktober   | Brüssel ( Belgien)                                                                                                   | Teilnahme am Europäischen Rat |      |
| 30./31. Oktober   | Chequers ( Vereinigtes Königreich)                                                                                   | Treffen mit Premierminister David Cameron |      |
| 12. November      | Brügge und Brüssel ( Belgien)                                                                                        | Treffen mit König Albert II. und Ministerpräsident Yves Leterme |      |
| 11./12. November  | Seoul ( Südkorea) | Teilnahme am G20-Gipfel |      |
| 19./20. November  | Lissabon ( Portugal)                                                                                                 | Teilnahme am NATO-Gipfeltreffen |      |
| 1. Dezember       | Astana ( Kasachstan)                                                                                                 | Teilnahme am OSZE-Gipfel |      |
| 16./17. Dezember  | Brüssel ( Belgien)                                                                                                   | Teilnahme am Europäischen Rat |      |
| 18. Dezember      | Kundus und Masar-e Scharif ( Afghanistan)                                                                            | Besuch deutscher Truppen und Treffen mit dem afghanischen Präsidenten Hamid Karzai |      |

### 2011
| Datum                   | Ort                                                             | Hauptgrund | Bild |
| ----------------------- | --------------------------------------------------------------- | --- | ---- |
| 10. Januar              | Valletta ( Malta)                                               | Treffen mit Staatspräsident George Abela und Premierminister Lawrence Gonzi |      |
| 11. Januar              | Nikosia ( Zypern)                                               | Treffen mit Präsident Dimitris Christofias |      |
| 28. Januar              | Davos ( Schweiz)                                                | Teilnahme am Weltwirtschaftsforum |      |
| 31. Januar – 1. Februar | Jerusalem und Tel Aviv ( Israel)                                | Treffen mit Staatspräsident Schimon Peres und Ministerpräsident Benjamin Netanjahu anlässlich der 3. deutsch-israelischen Regierungskonsultationen, Auszeichnung mit der Ehrendoktorwürde der Universität Tel Aviv |      |
| 3. Februar              | Madrid ( Spanien)                                               | Treffen mit Ministerpräsident José Luis Rodríguez Zapatero und König Juan Carlos I. anlässlich der 23. deutsch-spanischen Regierungskonsultationen                                                                 |      |
| 4. Februar              | Brüssel ( Belgien)                                              | Teilnahme am Europäischen Rat |      |
| 7. Februar              | Warschau ( Polen)                                               | Treffen mit Präsident Bronisław Komorowski und dem französischen Präsidenten Nicolas Sarkozy zum Weimarer Dreieck                                                                                                  |      |
| 15. Februar             | Bratislava ( Slowakei)                                          | Feier anlässlich des 20. Jahrestages der Unterzeichnung des Visegrád-Abkommens |      |
| 11. März                | Brüssel ( Belgien)                                              | Sondersitzung des Europäischen Rates zur Lage in Libyen |      |
| 19. März                | Paris ( Frankreich)                                             | Teilnahme an einem Gipfeltreffen zur Libyen-Krise |      |
| 24./25. März            | Brüssel ( Belgien)                                              | Teilnahme am Europäischen Rat |      |
| 26./27. Mai             | Deauville ( Frankreich)                                         | Teilnahme am G8-Gipfel |      |
| 31. Mai / 1. Juni       | Neu-Delhi ( Indien) und Singapur                                | Zweitägige Auslandsreise in Indien und Singapur |      |
| 7./8. Juni              | Washington, D.C. ( Vereinigte Staaten)                          | Treffen mit Präsident Barack Obama, Auszeichnung mit der Presidential Medal of Freedom |      |
| 14. Juni                | Genf ( Schweiz)                                                 | Rede auf der 100. Jahresarbeitskonferenz der International Labor Organisation |      |
| 21. Juni                | Warschau ( Polen)                                               | Teilnahme an den deutsch-polnischen Regierungskonsultationen |      |
| 23./24. Juni            | Brüssel ( Belgien)                                              | Teilnahme am Europäischen Rat |      |
| 9. Juli                 | Halbinsel Hel ( Polen)                                          | Informelles Treffen in privater Atmosphäre mit dem polnischen Staatspräsidenten Bronislaw Komorowski |      |
| 12.–14. Juli            | Nairobi ( Kenia), Luanda ( Angola), Abuja ( Nigeria)            | Dreitägige Afrika-Reise |      |
| 21. Juli                | Brüssel ( Belgien)                                              | Teilnahme am Europäischen Rat |      |
| 16. August              | Paris ( Frankreich)                                             | Treffen mit Staatspräsident Nicolas Sarkozy |      |
| 22./23. August          | Zagreb ( Kroatien), Belgrad ( Serbien)                          | Treffen mit Jadranka Kosor und Boris Tadić |      |
| 30. August              | Ljubljana ( Slowenien)                                          | Arbeitsbesuch bei Borut Pahor |      |
| 1. September            | Paris ( Frankreich)                                             | Teilnahme an der Libyen-Konferenz |      |
| 29./30. September       | Warschau ( Polen)                                               | Teilnahme am Gipfeltreffen der Östlichen Partnerschaft |      |
| 5. Oktober              | Brüssel ( Belgien)                                              | Treffen mit der EU-Kommission und dem EU-Parlament |      |
| 10.–13. Oktober         | Hanoi und Ho-Chi-Minh-Stadt ( Vietnam), Ulaanbaatar ( Mongolei) | Auslandsreise nach Vietnam und in die Mongolei |      |
| 23. Oktober             | Brüssel ( Belgien)                                              | Teilnahme am Europäischen Rat |      |
| 3. und 4. November      | Cannes ( Frankreich)                                            | Teilnahme am G 20-Gipfel |      |
| 8. und 9. Dezember      | Brüssel ( Belgien)                                              | Teilnahme am Europäischen Rat |      |
| 19. Dezember            | Priština ( Kosovo)                                              | Treffen mit Ministerpräsident Hashim Thaçi, Besuch deutscher KFOR-Truppen |      |

### 2012
| Datum                | Ort                                         | Hauptgrund | Bild |
| -------------------- | ------------------------------------------- | --- | ---- |
| 25. Januar           | Davos ( Schweiz)                            | Teilnahme am Weltwirtschaftsforum |      |
| 30. Januar           | Brüssel ( Belgien)                          | Teilnahme am informellen Treffen der Mitglieder des Europäischen Rates |      |
| 1. und 2. Februar    | Peking und Guangzhou ( Volksrepublik China) | Treffen mit Staatspräsident Hu Jintao, dem Vorsitzenden des Nationalen Volkskongresses Wu Bangguo, sowie Ministerpräsident Wen Jiabao |      |
| 6. Februar           | Paris ( Frankreich)                         | Teilnahme am 14. deutsch-französischen Ministerrat |      |
| 1. und 2. März       | Brüssel ( Belgien)                          | Teilnahme am Europäischen Rat |      |
| 12. März             | Masar-e Scharif ( Afghanistan)              | Besuch deutscher Truppen in Afghanistan |      |
| 13. März             | Rom ( Italien)                              | Treffen mit Präsident Giorgio Napolitano und Ministerpräsident Mario Monti |      |
| 3. April             | Prag ( Tschechien)                          | Treffen mit Präsident Václav Klaus und Ministerpräsident Petr Nečas |      |
| 18. und 19. Mai      | Camp David ( Vereinigte Staaten)            | Teilnahme am G8-Gipfel |      |
| 20. Mai              | Chicago ( Vereinigte Staaten)               | Teilnahme am NATO-Gipfeltreffen |      |
| 23. Mai              | Brüssel ( Belgien)                          | Teilnahme informellen Abendessen der EU-Staats- und -Regierungschefs |      |
| 18. und 19. Juni     | Los Cabos ( Mexiko)                         | Teilnahme am G20-Gipfel |      |
| 22. Juni             | Rom ( Italien)                              | Arbeitstreffen mit dem italienischen Ministerpräsidenten Mario Monti, dem französischen Präsidenten François Hollande, sowie dem spanischen Ministerpräsidenten Mariano Rajoy                                                                                     |      |
| 27. Juni             | Paris ( Frankreich)                         | Treffen mit dem französischen Präsidenten François Hollande |      |
| 28. und 29. Juni     | Brüssel ( Belgien)                          | Teilnahme am Europäischen Rat |      |
| 4. Juli              | Rom ( Italien)                              | Deutsch-italienische Regierungskonsultationen |      |
| 8. Juli              | Reims ( Frankreich)                         | Teilnahme am 50. Jubiläum der Messe in der Kathedrale von Reims, an der Bundeskanzler Konrad Adenauer und der französische Präsident Charles de Gaulle teilgenommen hatten. Die Messe gilt als Symbol für die Verbesserung der deutsch-französischen Beziehungen. |      |
| 9. bis 11. Juli      | Jakarta ( Indonesien)                       | Treffen mit Staatspräsident Susilo Bambang Yudhoyono. Besuch des Tsunami-Frühwarnzentrums und der Istiqlal-Moschee, sowie Treffen mit indonesischen und deutschen Wirtschaftsvertretern.                                                                          |      |
| 15. und 16. August   | Ottawa und Gatineau ( Kanada)               | Treffen mit Premierminister Stephen Harper |      |
| 22. August           | Chișinău ( Moldau)                          | Treffen mit Ministerpräsident Vladimir Filat; Erster Besuch eines Deutschen Regierungschefs in Moldawien |      |
| 29. und 30. August   | Peking und Tianjin ( Volksrepublik China)   | Treffen mit Ministerpräsident Wen Jiabao und Vizepräsident Xi Jinping |      |
| 6. September         | Madrid ( Spanien)                           | Treffen mit Ministerpräsident Mariano Rajoy und Teilnahme am Deutsch-Spanischen Unternehmertreffen |      |
| 7. September         | Wien ( Österreich)                          | Treffen mit Bundeskanzler Werner Faymann |      |
| 9. Oktober           | Athen ( Griechenland)                       | Treffen mit Ministerpräsident Andonis Samaras |      |
| 18. und 19. Oktober  | Brüssel ( Belgien)                          | Teilnahme am Europäischen Rat |      |
| 7. November          | Brüssel ( Belgien)                          | Grundsatzrede zur Europapolitik vor dem Europäischen Parlament |      |
| 7. November          | London ( Vereinigtes Königreich)            | Arbeits-Abendessen mit Premierminister David Cameron |      |
| 12. November         | Lissabon ( Portugal)                        | Treffen mit Staatspräsident Aníbal Cavaco Silva und Ministerpräsident Pedro Passos Coelho; Teilnahme am deutsch-portugiesischen Unternehmertreffen |      |
| 16. November         | Moskau ( Russland)                          | Teilnahme an den 14. Deutsch-russischen Regierungskonsultationen; Rede am Petersburger Dialog |      |
| 22. und 23. November | Brüssel ( Belgien)                          | Teilnahme am Sondergipfel des Europäischen Rates zum Mehrjährigen Finanzrahmen der EU; Treffen mit dem Präsidenten des Europäischen Rates, Herman Van Rompuy |      |
| 10. Dezember         | Oslo ( Norwegen)                            | Teilnahme an der Verleihung des Friedensnobelpreises an die Europäische Union |      |
| 13. und 14. Dezember | Brüssel ( Belgien)                          | Teilnahme am Europäischen Rat |      |

### 2013
| Datum                | Ort                                        | Hauptgrund | Bild |
| -------------------- | ------------------------------------------ | --- | ---- |
| 12. Januar           | Limassol ( Zypern)                         | Treffen mit zypriotischen Politikern |      |
| 24. Januar           | Davos ( Schweiz)                           | Teilnahme am Weltwirtschaftsforum |      |
| 26. und 27. Januar   | Santiago de Chile ( Chile)                 | Treffen mit Staatspräsident Sebastián Piñera. Teilnahme am Gipfel der EU mit den lateinamerikanischen und karibischen Staaten                                     |      |
| 6. Februar           | Paris ( Frankreich)                        | Treffen mit Präsident François Hollande und Besuch des Fussballländerspiels Frankreich gegen Deutschland im Stade de France                                       |      |
| 7. und 8. Februar    | Brüssel ( Belgien)                         | Teilnahme am Europäischen Rat |      |
| 20. Februar          | Oslo ( Norwegen)                           | Treffen mit Ministerpräsident Jens Stoltenberg |      |
| 24. und 25. Februar  | Kahramanmaraş, Göreme und Ankara ( Türkei) | Besuch der deutschen Truppen im Rahmen der Operation Active Fence sowie Treffen mit Präsident Abdullah Gül und Ministerpräsident Recep Tayyip Erdoğan             |      |
| 6. März              | Warschau ( Polen)                          | Teilnahme am Treffen der Mitgliedsländer der Visegrád-Gruppe, zusammen mit dem französischen Präsidenten François Hollande                                        |      |
| 14. und 15. März     | Brüssel ( Belgien)                         | Teilnahme am Europäischen Rat |      |
| 19. März             | Vatikanstadt ( Vatikanstadt)               | Teilnahme an der Amtseinführung von Papst Franziskus |      |
| 10. Mai              | Masar-e Scharif und Kundus ( Afghanistan)  | Besuch deutscher Truppen in Afghanistan |      |
| 18. Mai              | Vatikanstadt ( Vatikanstadt)               | Privataudienz bei Papst Franziskus |      |
| 22. Mai              | Brüssel ( Belgien)                         | Teilnahme am Europäischen Rat. Ehrung mit dem Lord Jakobovits of European Jewry Price durch die Europäische Rabbinerkonferenz.                                    |      |
| 23. Mai              | Nijmegen ( Niederlande)                    | Auszeichnung mit der Ehrendoktorwürde durch die Radboud-Universität Nijmegen                                                                                      |      |
| 25. Mai              | London ( Vereinigtes Königreich)           | Besuch des Champions-League-Finales zwischen Borussia Dortmund und dem FC Bayern München im Londoner Wembley-Stadion                                              |      |
| 30. Mai              | Paris ( Frankreich)                        | Treffen mit Staatspräsident François Hollande |      |
| 17. und 18. Juni     | Lough Erne ( Vereinigtes Königreich)       | Teilnahme am G8-Gipfel |      |
| 21. Juni             | Sankt Petersburg ( Russland)               | Teilnahme am St. Petersburg International Economic Forum und Treffen mit Staatspräsident Wladimir Putin                                                           |      |
| 28. und 29. Juni     | Brüssel ( Belgien)                         | Teilnahme am Europäischen Rat |      |
| 5. und 6. September  | Sankt Petersburg ( Russland)               | Teilnahme am G20-Gipfel |      |
| 19. Oktober          | Gent ( Belgien)                            | Teilnahme an der Trauerfeier für den ehemaligen belgischen Premierminister Wilfried Martens und Treffen mit dem aktuellen belgischen Premierminister Elio Di Rupo |      |
| 24. und 25. Oktober  | Brüssel ( Belgien)                         | Teilnahme am Europäischen Rat |      |
| 12. November         | Paris ( Frankreich)                        | Teilnahme an einer Konferenz zur Jugendbeschäftigung |      |
| 28. und 29. November | Vilnius ( Litauen)                         | Teilnahme am Gipfeltreffen der Östlichen Partnerschaft |      |
| 18. Dezember         | Paris ( Frankreich)                        | Treffen mit dem französischen Präsidenten François Hollande |      |
| 19. und 20. Dezember | Brüssel ( Belgien)                         | Teilnahme am Europäischen Rat |      |

### 2014
| Datum                | Ort                                         | Hauptgrund | Bild |
| -------------------- | ------------------------------------------- | --- | ---- |
| 19. Februar          | Paris ( Frankreich)                         | Teilnahme am 16. Deutsch-Französischen Ministerrat und Treffen mit dem französischen Präsidenten François Hollande, Besuch der OECD und Treffen mit dem Generalsekretär der OECD, José Ángel Gurría, Teilnahme am European Round Table of Industrialists |      |
| 24. und 25. Februar  | Jerusalem ( Israel)                         | Teilnahme an den fünften Deutsch-Israelischen Regierungskonsultationen. Treffen mit Staatspräsident Shimon Peres und Premierminister Benjamin Netanyahu                                                                                                  |      |
| 27. Februar          | London ( Vereinigtes Königreich)            | Rede vor beiden Häusern des britischen Parlaments, Treffen mit Premierminister David Cameron, Audienz bei Elisabeth II. |      |
| 6. März              | Brüssel ( Belgien)                          | Teilnahme am EU-Sondergipfel zur Krise in der Ukraine |      |
| 7. März              | Dublin ( Irland)                            | Treffen mit Ministerpräsident Enda Kenny |      |
| 12. März             | Warschau ( Polen)                           | Treffen mit Ministerpräsident Donald Tusk |      |
| 20. und 21. März     | Brüssel ( Belgien)                          | Teilnahme am Europäischen Rat |      |
| 24. und 25. März     | Den Haag ( Niederlande)                     | Teilnahme am Gipfel zur Nuklearen Sicherheit |      |
| 2. und 3. April      | Brüssel ( Belgien)                          | Teilnahme am 4. EU-Afrika-Gipfel |      |
| 11. April            | Athen ( Griechenland)                       | Treffen mit Ministerpräsident Andonis Samaras |      |
| 2. Mai               | Washington, D.C. ( Vereinigte Staaten)      | Treffen mit Präsident Barack Obama, Rede zu transatlantischen Wirtschaftsthemen sowie zu aktuellen Fragen des bilateralen Verhältnisses und der Außenpolitik vor der amerikanischen Handelskammer                                                        |      |
| 27. Mai              | Brüssel ( Belgien)                          | Teilnahme an einem informellen Treffen der EU-Staats- und -Regierungschefs |      |
| 4. und 5. Juni       | Brüssel ( Belgien)                          | Teilnahme am G7-Gipfel |      |
| 6. Juni              | Ouistreham und Ranville ( Frankreich)       | Teilnahme an der Gedenkfeier zum 70. Jahrestag der Landung der alliierten Truppen in der Normandie, Kranzniederlegung auf dem Soldatenfriedhof von Ranville                                                                                              |      |
| 9. und 10. Juni      | Mellösa ( Schweden)                         | Teilnahme an informellen Gesprächen mit dem schwedischen Ministerpräsidenten Fredrik Reinfeldt, dem britischen Premierminister David Cameron und dem niederländischen Ministerpräsidenten Mark Rutte im Gästehaus der schwedischen Regierung in Harpsund |      |
| 15. und 16. Juni     | Brasília und Salvador da Bahia ( Brasilien) | Treffen mit Präsidentin Dilma Rousseff, Besuch des WM-Gruppenspiels Deutschland – Portugal |      |
| 26. und 27. Juni     | Ypern und Brüssel ( Belgien)                | Teilnahme am Europäischen Rat |      |
| 6. bis 8. Juli       | Chengdu und Peking ( Volksrepublik China)   | |      |
| 13. Juli             | Rio de Janeiro ( Brasilien)                 | Besuch des Finalspiels der WM zwischen Deutschland und Argentinien |      |
| 15. Juli             | Dubrovnik ( Kroatien)                       | Teilnahme am Brdo-Gipfel |      |
| 16. Juli             | Brüssel ( Belgien)                          | Teilnahme am Europäischen Rat |      |
| 18. August           | Riga ( Lettland)                            | Treffen mit Präsident Andris Bērziņš und Ministerpräsidentin Laimdota Straujuma |      |
| 23. August           | Kiew ( Ukraine)                             | Treffen mit Präsident Petro Poroschenko und Ministerpräsident Arsenij Jazenjuk |      |
| 24. und 25. August   | Santiago de Compostela ( Spanien)           | Treffen mit Ministerpräsident Mariano Rajoy |      |
| 30. August           | Brüssel ( Belgien)                          | Teilnahme an einer außerordentlichen Tagung des Europäischen Rates |      |
| 4. und 5. September  | Newport ( Vereinigtes Königreich)           | Teilnahme am NATO-Gipfel |      |
| 16. und 17. Oktober  | Mailand ( Italien)                          | Teilnahme am ASEM-Gipfel |      |
| 20. Oktober          | Bratislava ( Slowakei)                      | Treffen mit Andrej Kiska und Robert Fico, Entgegennahme der Ehrendoktorwürde der Comenius-Universität Bratislava |      |
| 23. und 24. Oktober  | Brüssel ( Belgien)                          | Teilnahme am Europäischen Rat |      |
| 28. Oktober          | Ypern und Nieuwpoort ( Belgien)             | Teilnahme an der zentralen Gedenkfeier des Königreichs Belgien zum 100. Jahrestag der Schlacht an der Yser |      |
| 13. und 14. November | Auckland und Motutapu Island ( Neuseeland)  | Treffen mit Premierminister John Key, Besuch eines Projekts zur Aufzucht vom Aussterben bedrohter Kiwis |      |
| 15. bis 17. November | Brisbane und Sydney ( Australien)           | Teilnahme G-20-Gipfel, Treffen mit dem australischen Premierminister Tony Abbott |      |
| 20. November         | Krzyżowa ( Polen)                           | Teilnahme an den Feierlichkeiten zum 25. Jahrestag der Versöhnungs-Messe |      |
| 18. und 19. Dezember | Brüssel ( Belgien)                          | Teilnahme am Europäischen Rat |      |

### 2015
| Datum                 | Ort                                             | Hauptgrund | Bild |
| --------------------- | ----------------------------------------------- | --- | ---- |
| 7. Januar             | London ( Vereinigtes Königreich)                | Treffen mit Premierminister David Cameron, Besuch des British Museum |      |
| 11. Januar            | Paris ( Frankreich)                             | Teilnahme am Solidaritätsmarsch für die Opfer des Anschlages auf Charlie Hebdo |      |
| 22. Januar            | Davos ( Schweiz)                                | Teilnahme am Weltwirtschaftsforum |      |
| 22. und 23. Januar    | Florenz ( Italien)                              | Treffen mit Premierminister Matteo Renzi, Treffen mit Vertretern deutscher Unternehmen in Italien |      |
| 30. Januar            | Straßburg ( Frankreich)                         | Treffen mit Präsident François Hollande und dem Präsidenten des Europäischen Parlaments, Martin Schulz |      |
| 2. Februar            | Budapest ( Ungarn)                              | Treffen mit Präsident János Áder und Ministerpräsident Viktor Orbán |      |
| 5. Februar            | Kiew ( Ukraine)                                 | Treffen mit dem französischen Präsidenten François Hollande und dem ukrainischen Präsidenten Petro Poroschenko |      |
| 6. Februar            | Moskau ( Russland)                              | Treffen mit dem französischen Präsidenten François Hollande und dem russischen Präsidenten Wladimir Putin |      |
| 8. bis 10. Februar    | Washington, D.C. ( Vereinigte Staaten)          | Treffen mit Präsident Barack Obama, Treffen mit dem Präsidenten der Weltbank Jim Yong Kim |      |
| 8. bis 10. Februar    | Ottawa ( Kanada)                                | Treffen mit Ministerpräsident Stephen Harper |      |
| 11. bis 12. Februar   | Minsk ( Belarus)                                | Gipfel für eine friedliche Lösung des Krieges in der Ukraine: Treffen mit dem französischen Präsidenten François Hollande, dem ukrainischen Präsidenten Petro Poroschenko, dem russischen Präsidenten Wladimir Putin und dem belarussischen Präsidenten Aljaksandr Lukaschenka  |      |
| 12. Februar           | Brüssel ( Belgien)                              | Teilnahme am informellen Treffen des Europäischen Rates |      |
| 20. Februar           | Paris ( Frankreich)                             | Treffen mit dem französischen Präsidenten François Hollande |      |
| 20. und 21. Februar   | Vatikanstadt ( Vatikanstadt) und Rom ( Italien) | Treffen mit hochrangigen Vertretern aus Kirche und Wissenschaft, Audienz bei Papst Franziskus, Treffen mit Kardinalstaatssekretär Pietro Parolin |      |
| 4. März               | Brüssel ( Belgien)                              | Besuch der Europäischen Kommission und Treffen mit EU-Kommissionspräsident Jean-Claude Juncker, Treffen mit König Philippe auf Schloss Laken |      |
| 9. und 10. März       | Tokio und Kawasaki ( Japan)                     | Treffen mit Kaiser Akihito, Treffen mit Ministerpräsident Shinzō Abe, Besuch einer deutschen Firma |      |
| 19. und 20. März      | Brüssel ( Belgien)                              | Teilnahme am Europäischen Rat |      |
| 25. März              | Seyne ( Frankreich)                             | Besuch der Absturzstelle von Germanwings-Flug 9525 gemeinsam mit dem französischen Staatspräsidenten François Hollande und dem spanischen Ministerpräsidenten Mariano Rajoy |      |
| 30. März              | Helsinki ( Finnland)                            | Treffen mit Präsident Sauli Niinistö und Ministerpräsident Alexander Stubb |      |
| 23. April             | Brüssel ( Belgien)                              | Teilnahme am EU-Sondergipfel zur Flüchtlingspolitik |      |
| 27. April             | Warschau ( Polen)                               | Teilnahme an den deutsch-polnischen Regierungskonsultationen |      |
| 28. April             | Kopenhagen ( Dänemark)                          | Treffen mit Königin Margrethe II. und Ministerpräsidentin Helle Thorning-Schmidt |      |
| 10. Mai               | Moskau ( Russland)                              | Kranzniederlegung am Grabmal des unbekannten Soldaten, Treffen mit Präsident Wladimir Putin |      |
| 18. Mai               | Genf ( Schweiz)                                 | Teilnahme an der Weltgesundheitsversammlung der WHO, Treffen mit der Generaldirektorin der Weltgesundheitsorganisation Margaret Chan |      |
| 21. und 22. Mai       | Riga ( Lettland)                                | Teilnahme am 4. Gipfeltreffen der Östlichen Partnerschaft |      |
| 10. und 11. Juni      | Brüssel ( Belgien)                              | Teilnahme am 8. EU-Lateinamerika-Gipfel |      |
| 22. Juni              | Brüssel ( Belgien)                              | Teilnahme am Sondergipfel der Staats- und Regierungschefs der Eurozone zur griechischen Schuldenkrise |      |
| 25. und 26. Juni      | Brüssel ( Belgien)                              | Teilnahme am Europäischen Rat |      |
| 6. Juli               | Paris ( Frankreich)                             | Treffen mit Präsident François Hollande zur Beurteilung der Lage nach dem Griechischen Referendum |      |
| 7. Juli               | Brüssel ( Belgien)                              | Teilnahme am Sondergipfel der Staats- und Regierungschefs der Eurozone zur griechischen Schuldenkrise und zum Griechischen Referendum |      |
| 8. und 9. Juli        | Tirana ( Albanien)                              | Treffen mit Präsident Bujar Nishani und Ministerpräsident Edi Rama |      |
| 8. und 9. Juli        | Belgrad ( Serbien)                              | Treffen mit Staatspräsident Tomislav Nikolić und Ministerpräsident Aleksandar Vučić |      |
| 8. und 9. Juli        | Sarajevo ( Bosnien und Herzegowina)             | Treffen mit Ministerpräsident Denis Zvizdić |      |
| 12. Juli              | Brüssel ( Belgien)                              | Teilnahme am Sondergipfel der Staats- und Regierungschefs der Eurozone zur griechischen Staatsschuldenkrise sowie Teilnahme am außerordentlichen Europäischen Rat |      |
| 17. August            | Mailand ( Italien)                              | Besuch der Expo 2015 gemeinsam mit dem italienischen Ministerpräsidenten Matteo Renzi |      |
| 19. und 20. August    | Brasília ( Brasilien)                           | Teilnahme an den 1. Deutsch-Brasilianischen Regierungskonsultationen und Treffen mit der brasilianischen Präsidentin Dilma Rousseff |      |
| 27. August            | Wien ( Österreich)                              | Treffen mit Bundeskanzler Werner Faymann und Bundespräsident Heinz Fischer, Auszeichnung mit dem Großen Goldenen Ehrenzeichen am Bande für Verdienste um die Republik Österreich, Teilnahme an den Feierlichkeiten zum 60. Geburtstag der Deutschen Handelskammer in Österreich |      |
| 3. September          | Bern ( Schweiz)                                 | Treffen mit Bundespräsidentin Simonetta Sommaruga und Auszeichnung mit der Ehrendoktorwürde der Universität Bern |      |
| 23. September         | Brüssel ( Belgien)                              | Teilnahme an einem informellen Treffen des Europäischen Rates zur Flüchtlingskrise in Europa |      |
| 24. bis 27. September | New York City ( Vereinigte Staaten)             | Teilnahme am Gipfel der Vereinten Nationen |      |
| 2. Oktober            | Paris ( Frankreich)                             | Treffen mit dem französischen Staatspräsidenten François Hollande, dem russischen Präsidenten Wladimir Putin und dem ukrainischen Präsidenten Petro Poroschenko zur Besprechung der Lage in der Ukraine                                                                         |      |
| 4. bis 6. Oktober     | Neu-Delhi und Bengaluru ( Indien)               | Teilnahme an den deutsch-indischen Regierungskonsultationen und Treffen mit Premierminister Narendra Modi |      |
| 7. Oktober            | Straßburg ( Frankreich)                         | Treffen mit Präsident François Hollande und dem Präsidenten des Europäischen Parlaments, Martin Schulz sowie Teilnahme an der Plenarsitzung des Europäischen Parlaments |      |
| 9. Oktober            | Chequers ( Vereinigtes Königreich)              | Treffen mit Premierminister David Cameron |      |
| 15. und 16. Oktober   | Brüssel ( Belgien)                              | Teilnahme am Europäischen Rat |      |
| 18. Oktober           | Istanbul ( Türkei)                              | Treffen mit Präsident Recep Tayyip Erdoğan und Ministerpräsident Ahmet Davutoğlu |      |
| 25. Oktober           | Brüssel ( Belgien)                              | Teilnahme an einem Treffen der EU-Regierungschefs zur Flüchtlingskrise in Europa |      |
| 27. Oktober           | Paris ( Frankreich)                             | Teilnahme am European Round Table |      |
| 28. bis 30. Oktober   | Peking und Hefei ( Volksrepublik China)         | Treffen mit Staatspräsident Xi Jinping und Ministerpräsident Li Keqiang |      |
| 11. und 12. November  | Valletta ( Malta)                               | Teilnahme am 5. EU-Afrika-Gipfel sowie einem informellen Treffen der Staats- und Regierungschefs der EU zur Flüchtlingskrise in Europa |      |
| 15. und 16. November  | Antalya ( Türkei)                               | Teilnahme am G-20-Gipfel |      |
| 25. November          | Paris ( Frankreich)                             | Treffen mit dem französischen Präsidenten François Hollande zur Besprechung des Vorgehens nach den Anschlägen in Paris |      |
| 29. November          | Brüssel ( Belgien)                              | Teilnahme am EU-Türkei-Gipfel zur Beratung über Lösungen für die Flüchtlingskrise in Europa |      |
| 30. November          | Paris ( Frankreich)                             | Teilnahme an der UN-Klimakonferenz |      |
| 17. und 18. Dezember  | Brüssel ( Belgien)                              | Teilnahme am Europäischen Rat |      |

### 2016
| Datum               | Ort                                        | Hauptgrund | Bild |
| ------------------- | ------------------------------------------ | --- | ---- |
| 4. Februar          | London ( Vereinigtes Königreich)           | Teilnahme an der Geberkonferenz für Syrien und umliegende Region „Supporting Syria and the Region“. Merkel ist Co-Gastgeberin zusammen mit dem britischen Premierminister David Cameron, der norwegischen Ministerpräsidentin Erna Solberg, dem kuwaitischen Emir Al-Sabah und UN-Generalsekretär Ban Ki-moon. |      |
| 7. Februar          | Straßburg ( Frankreich)                    | Informelles Treffen mit EU-Parlamentspräsident Martin Schulz und dem französischen Präsidenten François Hollande |      |
| 8. Februar          | Ankara ( Türkei)                           | Treffen mit dem türkischen Ministerpräsidenten Ahmet Davutoğlu |      |
| 18. und 19. Februar | Brüssel ( Belgien)                         | Teilnahme am Europäischen Rat |      |
| 4. März             | Paris ( Frankreich)                        | Treffen mit dem französischen Präsidenten François Hollande |      |
| 7. März             | Brüssel ( Belgien)                         | Teilnahme am Treffen der EU-Staats- und -Regierungschefs mit der Türkei zur Beratung über die Umsetzung des Aktionsplans zur Senkung der illegalen Einreisen aus der Türkei in die EU |      |
| 17. und 18. März    | Brüssel ( Belgien)                         | Teilnahme am Europäischen Rat |      |
| 7. April            | Metz ( Frankreich)                         | Teilnahme am 18. Deutsch-Französischen Ministerrat und Treffen mit dem französischen Staatspräsidenten François Hollande |      |
| 21. April           | Middelburg und Eindhoven ( Niederlande)    | Teilnahme an den 2. Deutsch-Niederländischen Regierungskonsultationen, Treffen mit dem niederländischen Königspaar Willem-Alexander und Máxima sowie Prinzessin Beatrix, Treffen mit dem niederländischen Premierminister Mark Rutte                                                                           |      |
| 23. April           | Gaziantep ( Türkei)                        | Reise in die Türkei mit EU-Ratspräsident Donald Tusk und dem 1. Vizepräsidenten der EU-Kommission, Frans Timmermans |      |
| 5. und 6. Mai       | Rom ( Italien) und Vatikanstadt            | Treffen mit Ministerpräsident Matteo Renzi sowie Teilnahme an der Verleihung des Karlspreises an Papst Franziskus |      |
| 22. und 23. Mai     | Istanbul ( Türkei)                         | Teilnahme am World Humanitarian Summit und Treffen mit dem türkischen Präsidenten Recep Tayyip Erdoğan |      |
| 26. und 27. Mai     | Shima ( Japan)                             | Teilnahme am Treffen der G7 |      |
| 29. Mai             | Verdun ( Frankreich)                       | Teilnahme an der Gedenkfeier für den 100. Jahrestag der Schlacht um Verdun gemeinsam mit dem französischen Präsidenten François Hollande |      |
| 1. Juni             | Rynächt und Pollegio ( Schweiz)            | Teilnahme an der Eröffnung des Gotthard-Basistunnels |      |
| 12. bis 14. Juni    | Peking und Shenyang ( Volksrepublik China) | Teilnahme an den 4. Deutsch-Chinesischen Regierungskonsultationen |      |
| 28. und 29. Juni    | Brüssel ( Belgien)                         | Teilnahme am Europäischen Rat mit einem Fokus auf die Entscheidung Großbritanniens zum EU-Austritt |      |
| 4. Juli             | Paris ( Frankreich)                        | Teilnahme an der 3. Konferenz zum Westlichen Balkan |      |
| 8. und 9. Juli      | Warschau ( Polen)                          | Teilnahme am NATO-Gipfel |      |
| 13. und 14. Juli    | Bischkek ( Kirgisistan)                    | Treffen mit dem kirgisischen Präsidenten Almasbek Atambajew |      |
| 15. und 16. Juli    | Ulaanbaatar ( Mongolei)                    | Teilnahme am Asia-Europe Meeting |      |
| 22. August          | Ventotene ( Italien)                       | Treffen mit dem italienischen Ministerpräsidenten Matteo Renzi und dem französischen Präsidenten François Hollande |      |
| 24. und 25. August  | Tallinn ( Estland)                         | Treffen mit dem estnischen Ministerpräsidenten Taavi Rõivas und dem estnischen Präsidenten Toomas Hendrik Ilves sowie Besuch des Kompetenzzentrums der NATO |      |
| 25. August          | Prag ( Tschechien)                         | Treffen mit dem tschechischen Ministerpräsidenten Bohuslav Sobotka und dem tschechischen Präsidenten Miloš Zeman sowie Besuch der Technischen Universität Prag |      |
| 26. August          | Warschau ( Polen)                          | Teilnahme am Treffen der Visegrád-Gruppe und Treffen mit der polnischen Ministerpräsidentin Beata Szydło |      |
| 31. August          | Maranello ( Italien)                       | Treffen mit dem italienischen Ministerpräsidenten Matteo Renzi |      |
| 2. September        | Évian-les-Bains ( Frankreich)              | Teilnahme an einer Diskussionsrunde beim 25. Deutsch-Französischen Unternehmertreffen und Treffen mit dem französischen Präsidenten François Hollande |      |
| 4. und 5. September | Hangzhou ( Volksrepublik China)            | Teilnahme am G20-Gipfel |      |
| 15. September       | Paris ( Frankreich)                        | Treffen mit dem französischen Präsidenten François Hollande zur Vorbereitung des Treffens am folgenden Tag in Bratislava |      |
| 16. September       | Bratislava ( Slowakei)                     | Teilnahme an einem informellen Treffen der verbleibenden Staats- und Regierungschefs der EU zur Zukunft der Europäischen Union |      |
| 24. September       | Wien ( Österreich)                         | Teilnahme am Westbalkan-Treffen |      |
| 9. bis 11. Oktober  | Bamako ( Mali)                             | Treffen mit dem malischen Präsidenten Ibrahim Boubacar Keïta |      |
| 9. bis 11. Oktober  | Niamey ( Niger)                            | Treffen mit dem Präsidenten Nigers Mahamadou Issoufou und Treffen mit deutschen MINUSMA-Soldaten |      |
| 9. bis 11. Oktober  | Addis Abeba ( Äthiopien)                   | Treffen mit dem äthiopischen Präsidenten Hailemariam Desalegn sowie der Kommissionsvorsitzenden der Afrikanischen Union, Nkosazana Dlamini-Zuma |      |
| 20. und 21. Oktober | Brüssel ( Belgien)                         | Teilnahme am Europäischen Rat |      |
| 15. Dezember        | Brüssel ( Belgien)                         | Teilnahme am Europäischen Rat |      |

### 2017
| Datum               | Ort                                       | Hauptgrund | Bild |
| ------------------- | ----------------------------------------- | --- | ---- |
| 12. Januar          | Luxemburg ( Luxemburg)                    | Treffen mit dem luxemburgischen Premierminister Xavier Bettel und Großherzog Henri |      |
| 12. Januar          | Brüssel ( Belgien)                        | Auszeichnung mit der gemeinsamen Ehrendoktorwürde der Universität Gent und der Katholischen Universität Löwen sowie Treffen mit dem belgischen König Philippe und dem belgischen Premierminister Charles Michel |      |
| 31. Januar          | Stockholm ( Schweden)                     | Treffen mit dem schwedischen Königspaar Carl XVI. Gustaf und Silvia sowie dem schwedischen Premierminister Stefan Löfven |      |
| 2. Februar          | Ankara ( Türkei)                          | Treffen mit dem türkischen Präsidenten Recep Tayyip Erdoğan und dem türkischen Ministerpräsidenten Binali Yıldırım |      |
| 2. und 3. Februar   | Valletta ( Malta)                         | Teilnahme am informellen Treffen der Staats- und Regierungschefs der EU zur Migrationsfrage und zur Zukunft der EU nach dem Brexit |      |
| 7. Februar          | Warschau ( Polen)                         | Treffen mit Ministerpräsidentin Beata Szydło und Staatspräsident Andrzej Duda; weitere Treffen mit dem Vorsitzenden der PiS-Partei, Jarosław Kaczyński, dem Parteivorsitzenden der Bürgerplattform, Grzegorz Schetyna und dem Vorsitzenden der PSL, Władysław Kosiniak-Kamysz |      |
| 2. März             | Kairo ( Ägypten)                          | Treffen mit Präsident Abd al-Fattah as-Sisi und Ministerpräsident Scherif Ismail, außerdem Treffen mit dem Papst und koptischen Patriarch von Alexandrien Tawadros II. in der Markuskathedrale sowie mit dem Großscheich Ahmed el-Tayeb |      |
| 3. März             | Tunis ( Tunesien)                         | Treffen mit Präsident Beji Caid Essebsi und Ministerpräsident Youssef Chahed |      |
| 6. März             | Versailles ( Frankreich)                  | Treffen mit dem französischen Staatspräsidenten François Hollande, dem italienischen Ministerpräsidenten Paolo Gentiloni und dem spanischen Ministerpräsidenten Mariano Rajoy |      |
| 9. und 10. März     | Brüssel ( Belgien)                        | Teilnahme am Europäischen Rat sowie ein informelles Treffen zur Vorbereitung des 60. Jahrestages der Unterzeichnung der Römischen Verträge |      |
| 17. März            | Washington, D.C. ( Vereinigte Staaten)    | Treffen mit Präsident Donald Trump |      |
| 24. und 25. März    | Rom ( Italien) und Vatikanstadt           | Teilnahme an den Feierlichkeiten zum 60. Jahrestag der Unterzeichnung der Römischen Verträge und Privataudienz bei Papst Franziskus |      |
| 29. April           | Brüssel ( Belgien)                        | Teilnahme an einer Sondertagung des Europäischen Rats mit den verbleibenden 27 EU-Staats- und -Regierungschefs zur Festlegung der Leitlinien für die Brexit-Verhandlungen |      |
| 30. April           | Dschidda ( Saudi-Arabien)                 | Treffen mit dem saudischen König Salman ibn Abd al-Aziz, Kronprinz Mohammed ibn Naif und dem stellvertretenden Kronprinz Mohammed ibn Salman |      |
| 1. Mai              | Abu Dhabi ( Vereinigte Arabische Emirate) | Treffen mit Kronprinz Muhammad bin Zayid Al Nahyan |      |
| 2. Mai              | Sotschi ( Russland)                       | Treffen mit Präsident Wladimir Putin |      |
| 25. Mai             | Brüssel ( Belgien)                        | Teilnahme am NATO-Gipfel |      |
| 26. und 27. Mai     | Taormina ( Italien)                       | Teilnahme am G7-Gipfel |      |
| 8. Juni             | Buenos Aires ( Argentinien)               | Treffen mit Präsident Mauricio Macri |      |
| 9. und 10. Juni     | Mexiko-Stadt ( Mexiko)                    | Treffen mit Präsident Enrique Peña Nieto |      |
| 16. und 17. Juni    | Rom ( Italien) und Vatikanstadt           | Privataudienz bei Papst Franziskus |      |
| 22. und 23. Juni    | Brüssel ( Belgien)                        | Teilnahme am Europäischen Rat |      |
| 1. Juli             | Straßburg ( Frankreich)                   | Teilnahme an einem europäischen Trauerakt für den verstorbenen ehemaligen Bundeskanzler Helmut Kohl |      |
| 12. Juli            | Triest ( Italien)                         | Teilnahme an der 4. Konferenz des Westlichen Balkans |      |
| 13. Juli            | Paris ( Frankreich)                       | Treffen mit Präsident Emmanuel Macron und Teilnahme am 19. deutsch-französischen Ministerrat |      |
| 28. August          | Paris ( Frankreich)                       | Treffen mit dem französischen Präsidenten Emmanuel Macron, dem italienischen Ministerpräsidenten Paolo Gentiloni, dem spanischen Ministerpräsidenten Mariano Rajoy, der Hohen Vertreterin der EU für Außen- und Sicherheitspolitik, Federica Mogherini, dem tschadischen Präsidenten Idriss Déby, dem nigrischen Präsidenten Mahamadou Issoufou und dem Vorsitzenden des libyschen Präsidialrates Fayiz as-Sarradsch |      |
| 29. September       | Tallinn ( Estland)                        | Teilnahme am EU-Digital-Gipfel der Staats- und Regierungschefs der EU |      |
| 19. und 20. Oktober | Brüssel ( Belgien)                        | Teilnahme am Europäischen Rat |      |
| 24. November        | Brüssel ( Belgien)                        | Teilnahme 5. Gipfel der Östlichen Partnerschaft |      |
| 29. November        | Abidjan ( Elfenbeinküste)                 | Teilnahme am Gipfel der Europäischen und der Afrikanischen Union |      |
| 13. Dezember        | Paris ( Frankreich)                       | Teilnahme an der Sahel-G5-Konferenz |      |

### 2018
| Datum                        | Ort                                        | Hauptgrund | Bild |
| ---------------------------- | ------------------------------------------ | --- | ---- |
| 19. Januar                   | Paris ( Frankreich)                        | Treffen mit dem französischen Präsidenten Emmanuel Macron |      |
| 20. Januar                   | Sofia ( Bulgarien)                         | Treffen mit dem bulgarischen Ministerpräsidenten Bojko Borissow |      |
| 24. Januar                   | Davos ( Schweiz)                           | Teilnahme am Weltwirtschaftsforum |      |
| 22. und 23. Februar          | Brüssel ( Belgien)                         | Teilnahme am Europäischen Rat sowie an der EU-Sahel-Konferenz |      |
| 16. März                     | Paris ( Frankreich)                        | Treffen mit Präsident Emmanuel Macron |      |
| 19. März                     | Warschau ( Polen)                          | Treffen mit Ministerpräsident Mateusz Morawiecki und Präsident Andrzej Duda |      |
| 22. und 23. März             | Brüssel ( Belgien)                         | Teilnahme am Europäischen Rat |      |
| 27. April                    | Washington, D.C. ( Vereinigte Staaten)     | Treffen mit Präsident Donald Trump |      |
| 12. Mai                      | Assisi ( Italien)                          | Verleihung des Friedenspreises „Lampe des Friedens“ der Franziskaner sowie Treffen mit dem kolumbianischen Präsidenten Juan Manuel Santos |      |
| 16. und 17. Mai              | Sofia ( Bulgarien)                         | Teilnahme an einem informellen Treffen der Staats- und Regierungschefs der EU sowie an einem Treffen der Europäischen Union mit den Drittstaaten des Westlichen Balkans |      |
| 18. Mai                      | Sotschi ( Russland)                        | Treffen mit Präsident Wladimir Putin |      |
| 23. bis 25. Mai              | Peking und Shenzhen ( Volksrepublik China) | Treffen mit Präsident Xi Jinping und Ministerpräsident Li Keqiang |      |
| 30. und 31. Mai              | Braga, Porto und Lissabon ( Portugal)      | - Treffen mit Präsident Marcelo Rebelo de Sousa und Ministerpräsident António Costa - Besuch des Entwicklungs- und Technologiezentrums von Bosch in Braga - Besuch der Universität Porto                                                                                                  |      |
| 3. Juni                      | Eppan ( Italien)                           | Besuch des Trainingslagers der deutschen Fußballnationalmannschaft im Vorfeld der Fußball-Weltmeisterschaft 2018 |      |
| 8. und 9. Juni               | La Malbaie ( Kanada)                       | Teilnahme am G7-Gipfel |      |
| 21. und 22. Juni             | Amman ( Jordanien)                         | - Treffen mit dem jordanischen König Abdullah II. - Treffen mit in Jordanien stationierten Bundeswehrsoldaten |      |
| 21. und 22. Juni             | Beirut ( Libanon)                          | - Treffen mit Ministerpräsident Saad Hariri - Treffen mit dem Staatspräsidenten Michel Aoun - Treffen mit dem Parlamentspräsidenten Nabih Berri - Besuch einer Doppelschicht-Schule, an der vormittags libanesische Kinder und nachmittags syrische Flüchtlingskinder unterrichtet werden |      |
| 24. Juni                     | Brüssel ( Belgien)                         | Teilnahme am informellen EU-Migrationstreffen |      |
| 28. und 29. Juni             | Brüssel ( Belgien)                         | Teilnahme am Europäischen Rat |      |
| 10. Juli                     | London ( Vereinigtes Königreich)           | Teilnahme an der Westbalkan-Konferenz |      |
| 11. und 12. Juli             | Brüssel ( Belgien)                         | Teilnahme am NATO-Gipfel |      |
| 11. und 12. August           | Almonte ( Spanien)                         | Treffen mit Ministerpräsident Pedro Sánchez in dessen Urlaubsdomizil im Nationalpark Coto de Doñana |      |
| 23. bis 25. August           | Tiflis und Odzisi ( Georgien)              | Treffen mit Präsident Giorgi Margwelaschwili und Ministerpräsident Mamuka Bachtadse sowie Besuch der georgischen Grenze zu Südossetien |      |
| 23. bis 25. August           | Jerewan ( Armenien)                        | Treffen mit Präsident Armen Sarkissjan und Ministerpräsident Nikol Paschinjan sowie Kranzniederlegung in der Gedenkstätte Zizernakaberd |      |
| 23. bis 25. August           | Baku ( Aserbaidschan)                      | Treffen mit Präsident İlham Əliyev |      |
| 29. bis 31. August           | Dakar ( Senegal)                           | Treffen mit Präsident Macky Sall |      |
| 29. bis 31. August           | Accra ( Ghana)                             | Treffen mit Präsident Nana Akufo-Addo |      |
| 29. bis 31. August           | Abuja ( Nigeria)                           | Treffen mit Präsident Muhammadu Buhari |      |
| 7. September                 | Marseille ( Frankreich)                    | Treffen mit Präsident Emmanuel Macron |      |
| 8. September                 | Skopje ( Nordmazedonien)                   | Treffen mit Ministerpräsident Zoran Zaev |      |
| 14. September                | Vilnius und Rukla ( Litauen)               | Treffen mit der litauischen Präsidentin Dalia Grybauskaitė, dem litauischen Ministerpräsidenten Saulius Skvernelis, dem lettischen Ministerpräsidenten Māris Kučinskis und dem estnischen Ministerpräsidenten Jüri Ratas sowie Besuch der NATO-Battlegroup Lithuania                      |      |
| 17. September                | Algier ( Algerien)                         | Treffen mit Präsident Abd al-Aziz Bouteflika und Ministerpräsident Ahmed Ouyahia |      |
| 19. und 20. September        | Salzburg ( Österreich)                     | Teilnahme an einem informellen Treffen der Staats- und Regierungschefs der Europäischen Union |      |
| 3. und 4. Oktober            | Jerusalem ( Israel)                        | Teilnahme an den 7. Deutsch-Israelischen Regierungskonsultationen und Treffen mit Premierminister Benjamin Netanjahu und Präsident Reuven Rivlin. Entgegennahme der Ehrendoktorwürde der Universität Haifa.                                                                               |      |
| 10. Oktober                  | Den Haag ( Niederlande)                    | Treffen mit Ministerpräsident Mark Rutte |      |
| 17. bis 19. Oktober          | Brüssel ( Belgien)                         | Teilnahme am Europäischen Rat, am Euro-Gipfel und am ASEM-Gipfel |      |
| 26. Oktober                  | Prag ( Tschechien)                         | Treffen mit Ministerpräsident Andrej Babiš |      |
| 27. Oktober                  | Istanbul ( Türkei)                         | Treffen mit dem türkischen Präsidenten Recep Tayyip Erdoğan, dem französischen Präsidenten Emmanuel Macron und dem russischen Präsidenten Wladimir Putin zu einem Syrien-Gipfel |      |
| 1. November                  | Kiew ( Ukraine)                            | Treffen mit Präsident Petro Poroschenko und Ministerpräsident Wolodymyr Hrojsman |      |
| 2. November                  | Warschau ( Polen)                          | Teilnahme an den 15. deutsch-polnischen Regierungskonsultationen und Treffen mit Ministerpräsident Mateusz Morawiecki |      |
| 7. November                  | Helsinki ( Finnland)                       | Treffen mit Ministerpräsident Juha Sipilä |      |
| 10. und 11. November         | Paris und Compiègne ( Frankreich)          | Gemeinsame Teilnahme mit Präsident Emmanuel Macron an einer Gedenkveranstaltung auf der Lichtung von Compiègne und Besuch des Musée d’Orsay sowie Teilnahme an einer internationalen Gedenkzeremonie am Arc de Triomphe                                                                   |      |
| 13. November                 | Straßburg ( Frankreich)                    | Rede im Europäischen Parlament |      |
| 25. November                 | Brüssel ( Belgien)                         | Teilnahme an einem Europäischen Rat ohne Großbritannien |      |
| 30. November und 1. Dezember | Buenos Aires ( Argentinien)                | Teilnahme am G20-Gipfel |      |
| 5. Dezember                  | Washington, D.C. ( Vereinigte Staaten)     | Teilnahme an der Trauerfeier für den ehemaligen US-Präsidenten George H. W. Bush |      |
| 9. und 10. Dezember          | Marrakesch ( Marokko)                      | Teilnahme an der Konferenz zur Annahme des Globalen Pakts für eine sichere, geordnete und reguläre Migration sowie Treffen mit dem marokkanischen König Mohammed VI. und Ministerpräsident Saadeddine Othmani                                                                             |      |
| 13. und 14. Dezember         | Brüssel ( Belgien)                         | Teilnahme am Europäischen Rat |      |

### 2019
| Datum                       | Ort                                          | Hauptgrund | Bild |
| --------------------------- | -------------------------------------------- | --- | ---- |
| 10. und 11. Januar          | Athen ( Griechenland)                        | Treffen mit Präsident Prokopis Pavlopoulos und Ministerpräsident Alexis Tsipras |      |
| 23. und 24. Januar          | Davos ( Schweiz)                             | Teilnahme am Weltwirtschaftsforum |      |
| 3. bis 5. Februar           | Tokio ( Japan)                               | Treffen mit Ministerpräsident Shinzō Abe sowie Empfang bei Kaiser Akihito |      |
| 24. und 25. Februar         | Scharm asch-Schaich ( Ägypten)               | Teilnahme an einem Gipfeltreffen der Europäischen Union und der Arabischen Liga |      |
| 27. Februar                 | Paris ( Frankreich)                          | Treffen mit Präsident Emmanuel Macron |      |
| 21. und 22. März            | Brüssel ( Belgien)                           | Teilnahme am Europäischen Rat |      |
| 26. März                    | Paris ( Frankreich)                          | Treffen mit dem französischen Präsidenten Emmanuel Macron, dem chinesischen Präsidenten Xi Jinping und EU-Kommissionspräsident Jean-Claude Juncker                                                          |      |
| 29. März                    | Assisi ( Italien)                            | Teilnahme an der Verleihung des Friedenspreises „Lampe des Friedens“ der Franziskaner an den jordanischen König Abdullah II. sowie Zusammentreffen mit dem italienischen Ministerpräsidenten Giuseppe Conte |      |
| 4. April                    | Dublin ( Irland)                             | Treffen mit Premierminister Leo Varadkar |      |
| 10. April                   | Brüssel ( Belgien)                           | Teilnahme an einem Sondertreffen des Europäischen Rates |      |
| 1. bis 3. Mai               | Ouagadougou ( Burkina Faso)                  | Treffen mit Präsident Roch Marc Kaboré sowie den Präsidenten der Mitgliedsstaaten des G5 Sahel und Vertretern der Zivilgesellschaft                                                                         |      |
| 1. bis 3. Mai               | Gao ( Mali)                                  | Zusammenkunft mit deutschen Soldaten der Mission MINUSMA |      |
| 1. bis 3. Mai               | Niamey ( Niger)                              | Treffen mit Präsident Mahamadou Issoufou sowie Vertretern der Zivilgesellschaft und Besuch der Baustelle eines Frauenhauses                                                                                 |      |
| 9. Mai                      | Sibiu ( Rumänien)                            | Teilnahme an einem informellen Europäischen Rat |      |
| 18. Mai                     | Zagreb ( Kroatien)                           | Treffen mit Ministerpräsident Andrej Plenković |      |
| 28. Mai                     | Brüssel ( Belgien)                           | Teilnahme an einem informellen Abendessen der Staats- und Regierungschefs der Europäischen Union |      |
| 30. Mai                     | Cambridge und Boston ( Vereinigte Staaten)   | Teilnahme an der Graduationsfeier der Harvard University und Empfang der Ehrendoktorwürde der Universität sowie Treffen mit dem Gouverneur des Bundesstaates Massachusetts, Charlie Baker                   |      |
| 5. Juni                     | Portsmouth ( Vereinigtes Königreich)         | Teilnahme an der Gedenkveranstaltung zum 75. Jahrestag der Landung der alliierten Truppen in der Normandie                                                                                                  |      |
| 11. Juni                    | Genf ( Schweiz)                              | Teilnahme an der 108. Internationalen Arbeitskonferenz der Internationalen Arbeitsorganisation |      |
| 20. und 21. Juni            | Brüssel ( Belgien)                           | Teilnahme am Europäischen Rat und an einem Euro-Gipfel |      |
| 28. und 29. Juni            | Osaka ( Japan)                               | Teilnahme am G20-Gipfel |      |
| 30. Juni bis 2. Juli        | Brüssel ( Belgien)                           | Teilnahme an einem EU-Sondergipfel zur Besetzung der Spitzenpositionen in der Europäischen Union |      |
| 5. Juli                     | Posen ( Polen)                               | Teilnahme an der Westbalkan-Konferenz |      |
| 19. August                  | Sopron ( Ungarn)                             | Teilnahme an den Feierlichkeiten anlässlich der ungarischen Grenzöffnung vor 30 Jahren und Treffen mit Ministerpräsident Viktor Orbán                                                                       |      |
| 19. und 20. August          | Þingvellir und Reykjavík ( Island)           | Treffen mit Ministerpräsidentin Katrín Jakobsdóttir, Besichtigung eines Geothermie-Kraftwerks sowie Treffen mit den Regierungschefs des Nordischen Rats                                                     |      |
| 22. August                  | Den Haag ( Niederlande)                      | Teilnahme an der Tagung des deutsch-niederländischen Klimakabinetts und Treffen mit Ministerpräsident Mark Rutte                                                                                            |      |
| 24. bis 26. August          | Biarritz ( Frankreich)                       | Teilnahme am G7-Gipfel |      |
| 1. September                | Warschau ( Polen)                            | Teilnahme an der zentralen Gedenkveranstaltung zum 80. Jahrestages des Beginns des Zweiten Weltkriegs |      |
| 5. bis 7. September         | Peking und Wuhan ( Volksrepublik China)      | Treffen mit Präsident Xi Jinping und Ministerpräsident Li Keqiang sowie Besuch verschiedener Unternehmen und Rede an der Huazhong-Universität                                                               |      |
| 22. bis 24. September       | New York City ( Vereinigte Staaten)          | Teilnahme am UN-Klimagipfel und an der UNO-Generalversammlung |      |
| 13. Oktober                 | Paris ( Frankreich)                          | Treffen mit Präsident Emmanuel Macron |      |
| 16. Oktober                 | Toulouse ( Frankreich)                       | Teilnahme am deutsch-französischen Ministerrat |      |
| 17. und 18. Oktober         | Brüssel ( Belgien)                           | Teilnahme am Europäischen Rat |      |
| 30. Oktober bis 2. November | Neu-Delhi ( Indien)                          | Teilnahme an den deutsch-indischen Regierungskonsultationen sowie Treffen mit Premierminister Narendra Modi; Unterzeichnung eines Abkommens über die Modernisierung des indischen Nahverkehrs               |      |
| 11. November                | Rom ( Italien)                               | Treffen mit Ministerpräsident Giuseppe Conte |      |
| 20. November                | Zagreb ( Kroatien)                           | Treffen mit Ministerpräsident Andrej Plenković |      |
| 3. und 4. Dezember          | London und Watford ( Vereinigtes Königreich) | Teilnahme am NATO-Gipfel sowie bilaterale Treffen mit dem türkischen Präsidenten Recep Tayyip Erdoğan, dem britischen Premierminister Boris Johnson und dem US-amerikanischen Präsidenten Donald Trump      |      |
| 6. Dezember                 | Oświęcim ( Polen)                            | Besuch der Gedenkstätte Auschwitz-Birkenau |      |
| 9. Dezember                 | Paris ( Frankreich)                          | Treffen mit dem französischen Präsidenten Emmanuel Macron, dem russischen Präsidenten Wladimir Putin und dem ukrainischen Präsidenten Wolodymyr Selenskyj                                                   |      |
| 12. und 13. Dezember        | Brüssel ( Belgien)                           | Teilnahme am Europäischen Rat |      |

### 2020
| Datum                | Ort                              | Hauptgrund                                                                              | Bild |
| -------------------- | -------------------------------- | --------------------------------------------------------------------------------------- | ---- |
| 11. Januar           | Moskau ( Russland)               | Treffen mit Präsident Wladimir Putin                                                    |      |
| 23. Januar           | Davos ( Schweiz)                 | Teilnahme am World Economic Forum                                                       |      |
| 24. Januar           | Istanbul ( Türkei)               | Treffen mit Präsident Recep Tayyip Erdoğan                                              |      |
| 5. und 6. Februar    | Pretoria ( Südafrika)            | Treffen mit Präsident Cyril Ramaphosa                                                   |      |
| 7. Februar           | Luanda ( Angola)                 | Treffen mit Präsident João Lourenço                                                     |      |
| 20. Februar          | Brüssel ( Belgien)               | Teilnahme an einer Sondertagung des Europäischen Rates                                  |      |
| 8. Juli              | Brüssel ( Belgien)               | Rede im Europäischen Parlament; erste Auslandsreise seit Ausbruch der COVID-19-Pandemie |      |
| 17. bis 21. Juli     | Brüssel ( Belgien)               | Teilnahme an einer Sondersitzung des Europäischen Rates                                 |      |
| 20. August           | Bormes-les-Mimosas ( Frankreich) | Treffen mit Präsident Emmanuel Macron                                                   |      |
| 1. und 2. Oktober    | Brüssel ( Belgien)               | Teilnahme an einer Sondertagung des Europäischen Rates                                  |      |
| 15. und 16. Oktober  | Brüssel ( Belgien)               | Teilnahme am Europäischen Rat                                                           |      |
| 10. und 11. Dezember | Brüssel ( Belgien)               | Teilnahme am Europäischen Rat                                                           |      |

### 2021
| Datum                                        | Ort                                                  | Hauptgrund | Bild |
| -------------------------------------------- | ---------------------------------------------------- | --- | ---- |
| 24. und 25. Mai                              | Brüssel ( Belgien)                                   | Teilnahme an einer Sondertagung des Europäischen Rates |      |
| 11. bis 13. Juni                             | St Ives und Bodelva ( Vereinigtes Königreich)        | Teilnahme am G7-Gipfel |      |
| 14. Juni                                     | Brüssel ( Belgien)                                   | Teilnahme am NATO-Gipfel |      |
| 24. und 25. Juni                             | Brüssel ( Belgien)                                   | Teilnahme am Europäischen Rat |      |
| 2. Juli                                      | Chequers und Windsor ( Vereinigtes Königreich)       | Treffen mit Premierminister Boris Johnson und Audienz bei Königin Elisabeth II. |      |
| 14. bis 16. Juli                             | Washington, D.C. und Baltimore ( Vereinigte Staaten) | Treffen mit Präsident Joe Biden und Würdigung mit dem Ehrendoktortitel der Johns Hopkins University |      |
| 20. August                                   | Moskau ( Russland)                                   | Treffen mit Präsident Wladimir Putin |      |
| 21. August                                   | Kiew ( Ukraine)                                      | Treffen mit Präsident Wolodymyr Selenskyj |      |
| 11. September                                | Warschau ( Polen)                                    | Treffen mit Ministerpräsident Mateusz Morawiecki |      |
| 13. September                                | Belgrad ( Serbien)                                   | Treffen mit Präsident Aleksandar Vučić |      |
| 14. September                                | Tirana ( Albanien)                                   | Treffen mit Ministerpräsident Edi Rama |      |
| 16. September                                | Paris ( Frankreich)                                  | Treffen mit Präsident Emmanuel Macron |      |
| 5. und 6. Oktober                            | Brdo pri Kranju ( Slowenien)                         | Teilnahme an einem informellen Treffen der EU-Staats- und Regierungschefs sowie Teilnahme an der Westbalkan-Konferenz                                                                                  |      |
| 7. Oktober                                   | Rom ( Italien) und Vatikanstadt                      | Treffen mit Ministerpräsident Mario Draghi sowie Audienz bei Papst Franziskus |      |
| 9. bis 11. Oktober                           | Jerusalem ( Israel)                                  | - Treffen mit Premierminister Naftali Bennett und Präsident Isaac Herzog - Treffen mit Außenminister Yair Lapid - Empfang der Ehrendoktorwürde des Haifa Technion - Besuch der Gedenkstätte Yad Vashem |      |
| 14. Oktober                                  | Cuacos de Yuste ( Spanien)                           | Verleihung des Europapreises Karl V. durch König Felipe VI. im Kloster von Yuste sowie Treffen mit Ministerpräsident Pedro Sánchez                                                                     |      |
| 15. Oktober                                  | Brüssel ( Belgien)                                   | Treffen mit König Philippe sowie Premierminister Alexander De Croo |      |
| 16. Oktober                                  | Istanbul ( Türkei)                                   | Treffen mit Ministerpräsident Recep Tayyip Erdoğan |      |
| 21. und 22. Oktober                          | Brüssel ( Belgien)                                   | Teilnahme am Europäischen Rat |      |
| 28. und 29. Oktober                          | Athen ( Griechenland)                                | Treffen mit Präsidentin Katerina Sakellaropoulou und Ministerpräsident Kyriakos Mitsotakis |      |
| 30. und 31. Oktober                          | Rom ( Italien)                                       | Teilnahme am G20-Gipfel |      |
| 1. November                                  | Glasgow ( Vereinigtes Königreich)                    | Teilnahme an der UN-Klimakonferenz |      |
| 2. November                                  | Beaune ( Frankreich)                                 | Treffen mit Präsident Emmanuel Macron |      |
| 12. November                                 | Paris ( Frankreich)                                  | Treffen mit Präsident Emmanuel Macron und Übernahme des Ko-Vorsitzes der Libyen-Konferenz |      |
| Merkels Amtszeit endete am 8. Dezember 2021. |                                                      | |      |